# Be a Boy
«Be a Boy» (en español: «Ser un chico») es una canción del cantante y compositor inglés Robbie Williams, tomado de su noveno álbum de estudio, Take the Crown. Fue lanzado como el tercer sencillo del álbum el 11 de marzo de 2013. La canción fue escrito por Robbie Williams, Tim Metcalfe y Flynn Francis.

## Video musical
Un vídeo musical para acompañar el lanzamiento de «Be a Boy», fue lanzado por primera vez en YouTube el 29 de enero de 2013 a una longitud total de tres minutos y cincuenta dos segundos.

## Lista de canciones
Descarga digital

| N.º | Título     | Duración |  |
| 1.  | «Be a Boy» | 4:39     |  |

## Posicionamiento en listas

### Semanales
| Listas (2012)                               | Mejor posición |
| ------------------------------------------- | -------------- |
| Albania (NRG Top 50 Chart)                  | 33             |
| Bélgica (Flandes) (Ultratip Bubbling Under) | 14             |
| Bélgica (Valonia) (Ultratip Bubbling Under) | 11             |
| Eslovaquia (Rádio Top 100)                  | 95             |

## Historial de lanzamientos
| País        | Fecha               | Formato          | Discográfica      |
| ----------- | ------------------- | ---------------- | ----------------- |
| Reino Unido | 11 de marzo de 2013 | Descarga digital | Universal Records |